# Louis Klein (Systemtheoretiker)
Louis Klein (* 20. März 1969 in Trier) ist ein deutscher Ökonom, Sozialwissenschaftler und Systemtheoretiker. Internationale Anerkennung erlangte er auf dem Gebiet systemischen Wandels und komplexen Projektmanagements. Er ist Dekan der European School of Governance in Berlin und Mitherausgeber des Systemic Change Journal.

## Werdegang
Louis Klein wuchs im gleichnamigen Weingut in Traben-Trarbach an der Mosel auf und besuchte das dortige Gymnasium. Nach dem zweimaligen Gewinn des Bundeswettbewerbs im Ruder-Einer wurde er 1985 in den D-Kader des Deutschen Ruderverbands berufen. Sein Studium der Ökonomie, das er an der Universität Trier, der Aston Business School im englischen Birmingham und der Justus-Liebig-Universität in Gießen absolvierte, brachte ihn intensiv mit deutscher, insbesondere Luhmannscher Systemtheorie und britischer Managementkybernetik in Kontakt. Seine Abschlussarbeit „Die Organisation der Personalentwicklung – Entwicklung und Anwendung eines systemisch-kybernetischen Modells“ aus dem Jahr 1993 wurde 2013 im Carl-Auer-Verlag wiederveröffentlicht.
Im Rahmen des Aufbau-Ost arbeitete er zunächst als Referent für Controlling bei einer Steuerberatung in Meißen und später als Regionalleiter der Hanseatic Bank in Dresden.
In den Aufbruchjahren der New Economy leitete er den Bereich Print und später Neue Medien im Verlag Heinen & Werbeagentur in Trittenheim bei Trier.
Um die Jahrtausendwende arbeitete er als interner Berater in der Abteilung Management Consulting der Mercedes Benz AG, später DaimlerChrysler AG, in Stuttgart. Aus dieser Zeit stammt seine soziologische Doktorarbeit „Corporate Consulting: Eine systemische Evaluation interner Beratung“, bei Helmut Willke und Dirk Baecker, an der Universität Bielefeld, die 2002 und 2006 in zweiter Auflage ebenfalls im Carl-Auer-Verlag erschien.
Im Jahr 2000 gründete Louis Klein das Systemic Consulting Network und im Jahr 2001 die Systemic Excellence Group als internationale Change Management- und Organisationsentwicklungsberatung.
2015 folgte das Systemic Change Institut. 2018 gründete er zusammen mit der US-amerikanischen Journalistin Kendra Rosencrans das Systemic Change Journal als multimediales Open-Access-Online-Journal.

## Wirken
Louis Klein gilt international als Wegbereiter der Nutzung systemischer Forschung zur Veränderung und Weiterentwicklung organisationaler und gesellschaftlicher Praxis. Der Schwerpunkt seiner Forschung liegt dabei auf der Verbindung systemisch-kybernetischer Theorie mit explorativen Ansätzen des Action Research, der Auto-Ethnomethodologie und der Praxeologie. Neben Kontexten der Unternehmens- und Change-Management-Beratung gilt sein Interesse zunehmend Anwendungsfeldern politischer und gesellschaftlicher Veränderung.
Von 2009 bis 2011 war er als Leiter der Projektstudien der Humboldt-Viadrina School of Governance damit befasst, Projektmanagementwissen für den systemischen Wandel politischer, wirtschaftlicher und zivilgesellschaftlicher Strukturen nutzbar zu machen.
2016 wurde er zum Dekan der European School of Governance in Berlin bestellt und ist als Leiter des dortigen Systemic Change Labs mit Theorie- und Praxisfragen der erkenntnistheoretischen Wende des Anthropocene Thinking und des Systems Change betraut.
Seit 2018 ist er Vizepräsident der International Federation for Systems Research (IFSR), die sich als internationaler Dachverband der Systemtheorie und Kybernetik in Anliegen des gesellschaftssystemischen Wandels im Zeitalter des Anthropozäns engagiert.

## Gremien
Louis Klein ist in unterschiedlichen Funktionen Mitglied in vor allem wissenschaftlichen und publizistischen Gremien:
- seit 1998 Mitglied der Gesellschaft für Wirtschafts- und Sozialkybernetik[12]
- seit 2003 Mitglied der Deutschen Gesellschaft für Politikberatung[13]
- seit 2005 Mitglied des Research Committee Sociocybernetics (RC51) der International Sociological Association (ISA)[14]
- seit 2008 Mitglied der Gesellschaft für Projektmanagement (GPM) und der International Project Management Association (IPMA), dort auch seit 2010 Project Excellence Award Assessor
- seit 2010 Leiter der Special Integration Group Systems Applications in Business and Industrie (SABI) und später Organisational Transformation and Social Change (OTSC) der International Society for the Systems Sciences (ISSS) sowie deren Vizepräsident in den Jahren 2011 und 2015.
- 2011 Forschungsdirektor des International Centre for Complex Project Management (ICCPM)
- seit 2012 Vorstandsmitglied der World Organisation for Systems and Cybernetics (WOSC)[15]
- 2017 Editor-in-Chief des Journal for Organisational Transformation and Social Change (JOTSC)[16]
- seit 2018 Mitglied des Editorial Boards des Project Management Journals (PMJ)[17]
- seit 2018 Vizepräsident der International Federation for Systems Research (IFSR)[18]

## Auszeichnungen
2010 erhielt Louis Klein zusammen mit Thomas Baumann und Manfred Saynisch den erstmals ausgelobten Forschungspreis des International Centre for Complex Project Management (ICCPM) für seine Studien zu sozialer Komplexität im Projektmanagement. 2011 wurde er in Würdigung seines Engagements für den Aufbau der Project Management Association Nepal (PMAN) zu deren Ehrenmitglied ernannt.

## Veröffentlichungen (Auswahl)
- Louis Klein: Corporate Consulting: Eine systemische Evaluation interner Beratung. Carl Auer Verlag, Heidelberg 2002; 2. Auflage, 2006.
- Louis Klein: Cross-Cultural Complex Project Management: Balancing Social and Cultural Complexity. In: H. Linger und J. Owen (Hrsg.): The Project as a Social System: Asia-Pacific Perspectives on Project Management. Monash University Press, Clayton, Vic 2012, S. 21–35.
- Louis Klein: The Three Inevitabilities of Human Being. A Conceptual Hierarchy Model Approaching Social Complexity. In: Kybernetes. Band 41, Nr. 7/8, 2012, S. 977–984.
- Louis Klein, T. S. L. Wong: The Yin and Yang of Change: Systemic Efficacy in Change Management. In: G. P. Prastacos, F. Wang und K. E. Soderquist (Hrsg.): Leadership through the Classics. Springer, Berlin/Heidelberg 2012, S. 475–486.
- Louis Klein: Die Organisation der Personalentwicklung. Entwicklung und Anwendung eines systemisch-kybernetischen Modells. Carl Auer Verlag, Heidelberg 2013.
- Louis Klein: Notes on an Ecology of Paradigms. In: Systems Research and Behavioral Science. Band 30, Nr. 6, 2013, S. 773–779.
- Louis Klein: Der unsichtbaren Hand auf die Finger klopfen. In: H. Bartleby, A. Lenz, A. Fassmann und H. Sodenkamp (Hrsg.), C. Popp und V. Kucharski (Übers.): Das Kapitalismustribunal: Zur Revolution der ökonomischen Rechte. Passagen, Wien 2016, S. 109–111.
- Louis Klein: Exploring the Organisational Collage of Memetic Paradigms for (a) Change – A research note. In: Journal of Organisational Transformation & Social Change. Band 13, Nr. 1, 2016, S. 54–63.
- Louis Klein: Minima Moralia in Project Management: There Is No Right Life in the Wrong One. In: Project Management Journal. Band 47, Nr. 3, 2016, S. 12–20.
- Louis Klein: Systeme? Welche Systeme? – Der blinde Fleck der Aufklärung. In: agora42 – Das philosophische Wirtschaftsmagazin. Band 8, Nr. 2, 2016, S. 20–24.
- Louis Klein: Towards a Practice of Systemic Change – Acknowledging Social Complexity in Project Management. In: Systems Research and Behavioural Science. Band 33, Nr. 5, 2016, S. 651–661.
- Louis Klein: Understanding Social Systems Research. In: M. Nemiche und M. Essaaidi (Hrsg.): Advances in Complex Societal, Environmental and Engineered Systems. Springer International Publishing, Cham 2016.
- Louis Klein: Business Excellence: Die Vielfalt erfolgreich managen. Springer Gabler, Wiesbaden 2018.
- Louis Klein: Systemische Beratung. In: T. Deelmann und D. Ockel (Hrsg.): Handbuch der Unternehmensberatung (S. Kz. 1685). Erich Schmidt Verlag, Berlin 2018.